# Yina Gallego
Yina Gallego (Medellín, 4 de agosto de 1982) es una cantante colombiana de flamenco y pop, nacida en la ciudad de Medellín el 4 de agosto de 1982, alcanzó la fama al adjudicarse en el sexto puesto el programa de talentos El Factor X del Canal RCN.

## Carrera
Nacida en Medellín y con una larga trayectoria con su grupo musical Aire Gitano, se ha presenta en cientos de escenarios con toda su influencia flamenca. Luego de ser una de las finalistas de El Factor X, ha hecho participaciones con Juanes, Fanny Lu y Fonseca. En 2008 apareció en Latin American Idol, resultando entre los 12 mejores, entre miles y miles de artistas de Latinoamérica. Actualmente tiene dos hijas Valentina y Celeste, y es pareja del productor musical y también guitarrista de la banda de Juanes, Tobby.
Hoy se prepara para lanzar su primer trabajo musical como solista Tanto, Tanto.
En enero de 2010 se lanzó su Club de Fanes Oficial en YinaGallego.es.tl.

## Discografía
| Álbumes de estudio - 2012: Aquí Estoy Yo | Sencillos - «Te Quiero Amar» - «Vamos Pa' Allá» - «Tanto, Tanto» - «Regresar» - «La Vida» |